# Premi Magritte 2013
La cerimonia di premiazione della 3ª edizione dei Premi Magritte si è svolta il 2 febbraio 2013 al centro congressi Square di Bruxelles.
Il film che ha raccolto il maggior numero di premi è stato À perdre la raison, diretto da Joachim Lafosse, vincitore di quattro riconoscimenti su sette candidature, compresi quelli per miglior film e miglior regista.
Le nomination erano state annunciate il 10 gennaio 2013.
Per la prima volta viene istituita la categoria che premia la migliore opera prima, la cui opera vincitrice viene scelta dal pubblico.

## Vincitori e candidati
Vengono di seguito indicati in grassetto i vincitori. Ove ricorrente e disponibile, viene indicato il titolo in lingua italiana e quello in lingua originale tra parentesi.
Miglior film
- À perdre la raison, regia di Joachim Lafosse
  - 38 testimoni (38 témoins), regia di Lucas Belvaux
  - Dead Man Talking, regia di Patrick Ridremont
  - Mobile Home , regia di François Pirot

Miglior regista
- Joachim Lafosse per À perdre la raison
  - Lucas Belvaux per 38 testimoni (38 témoins)
  - Patrick Ridremont per Dead Man Talking
  - François Pirot per Mobile Home

Miglior film fiammingo in coproduzione
- Tot altijd
  - Het varken van Madonna
  - Little Black Spiders

Miglior film straniero in coproduzione
- Il ministro - L'esercizio dello Stato (L'Exercice de l'État), regia di Pierre Schoeller
  - Un sapore di ruggine e ossa (De rouille et d'os), regia di Jacques Audiard
  - La parte degli angeli (The Angels' Share), regia di Ken Loach
  - Un insolito naufrago nell'inquieto mare d'oriente (Le Cochon de Gaza), regia di Sylvain Estibal

Migliore sceneggiatura originale o adattamento
- Lucas Belvaux - 38 testimoni (38 témoins)
  - Joachim Lafosse, Matthieu Reynaert - À perdre la raison
  - Patrick Ridremont, Jean-Sébastien Lopez - Dead Man Talking
  - François Pirot, Maarten Loix, Jean-Benoît Ugeux - Mobile Home

Migliore attrice
- Émilie Dequenne - À perdre la raison
  - Christelle Cornil - Au cul du loup
  - Déborah François - Les Tribulations d'une caissière
  - Marie Gillain - Tutti i nostri desideri (Toutes nos envies)

Miglior attore
- Olivier Gourmet - Il ministro - L'esercizio dello Stato (L'Exercice de l'État)
  - Jérémie Renier - Cloclo
  - Matthias Schoenaerts - Un sapore di ruggine e ossa (De rouille et d'os)
  - Benoît Poelvoorde - Le grand soir

 Migliore attrice non protagonista 
- Yolande Moreau - Camille redouble
  - Natacha Régnier - 38 testimoni (38 témoins)
  - Stéphane Bissot - À perdre la raison
  - Catherine Salée - Mobile Home

Miglior attore non protagonista
- Bouli Lanners - Un sapore di ruggine e ossa (De rouille et d'os)
  - Jean-Luc Couchard - Dead Man Talking
  - Denis M’Punga - Dead Man Talking
  - Dieudonné Kabongo - L'Envahisseur

Migliore promessa femminile
- Anne-Pascale Clairembourg - Mobile Home
  - Pauline Burlet - Dead Man Talking
  - Aurora Marion - La Folie Almayer
  - Mona Jabé - Miss Mouche

Migliore promessa maschile
- David Murgia - La Tête la première
  - Martin Swabey - Little Glory
  - Gael Maleux - Mobile Home
  - Cédric Constantin - Torpedo

Miglior fotografia
- Hichame Alaouie - L'Hiver dernier
  - Danny Elsen - Dead Man Talking
  - Remon Fromont - La Folie Almayer

Miglior sonoro
- Julie Brenta, Olivier Hespel - Il ministro - L'esercizio dello Stato (L'Exercice de l'État)
  - Henri Morelle, Luc Thomas, Aline Gavroy - 38 testimoni (38 témoins)
  - Ingrid Simon, Thomas Gauder - À perdre la raison

Migliore scenografia
- Alina Santos - Dead Man Talking
  - Françoise Joset - L'Envahisseur
  - Patrick Dechesne, Alain-Pascal Housiaux - La Folie Almayer

Migliori costumi
- Florence Laforge - Le grand soir
  - Pascaline Chavanne - Il ministro - L'esercizio dello Stato (L'Exercice de l'État)
  - Catherine Marchand - La Folie Almayer

 Migliore colonna sonora 
- François Petit, Michaël de Zanet, Coyote, Renaud Mayeur - Mobile Home
  - Arne Van Dongen - 38 testimoni (38 témoins)
  - DAAU/ Die Anarchistische Abendunterhaltung - L'Hiver dernier

Miglior montaggio
- Sophie Vercruysse - À perdre la raison
  - Ludo Troch - 38 testimoni (38 témoins)
  - Ewin Ryckaert - Couleur de peau : miel
  - Damien Keyeux - Un insolito naufrago nell'inquieto mare d'oriente (Le Cochon de Gaza)

 Miglior cortometraggio 
- Le Cri du homard di Nicolas Guiot
  - A New Old Story di Antoine Cuypers
  - Fable domestique di Ann Sirot e Raphaël Balboni
  - U.H.T. di Guillaume Senez

Miglioro documentario
- Le Thé ou l'Électricité di Jérôme le Maire
  - Bons Baisers de la colonie di Nathalie Borgers
  - Cinéma Inch'Allah ! di Vincent Coen e Guillaume Vandenberghe
  - L'Affaire Chebeya, un crime d'État ? di Thierry Michel

Premio onorario
- Costa-Gavras

 Miglior opera prima 
A differenza delle altre categorie, il premio alla migliore opera prima è deciso dal pubblico. Non viene consegnato durante la cerimonia dei Magritte ma durante le Serate del Cinema Belga organizzate a margine del Festival di Cannes
- Dead Man Talking di Patrick Ridremont
  - Au cul du loup di Pierre Duculot
  - Couleur de peau : miel di Jung e Laurent Boileau
  - De leur vivant di Géraldine Doignon
  - L'Envahisseur di Nicolas Provost
  - Le Grand Tour di Jérôme le Maire
  - L'Hiver dernier di John Shank
  - JC comme Jésus Christ di Jonathan Zaccaï
  - Miss Mouche di Bernard Halut
  - Mobile Home di François Pirot
  - La Tête la première di Amélie Van Elmbt
  - Torpedo di Mathieu Donck